# Òrgan d'emmagatzematge

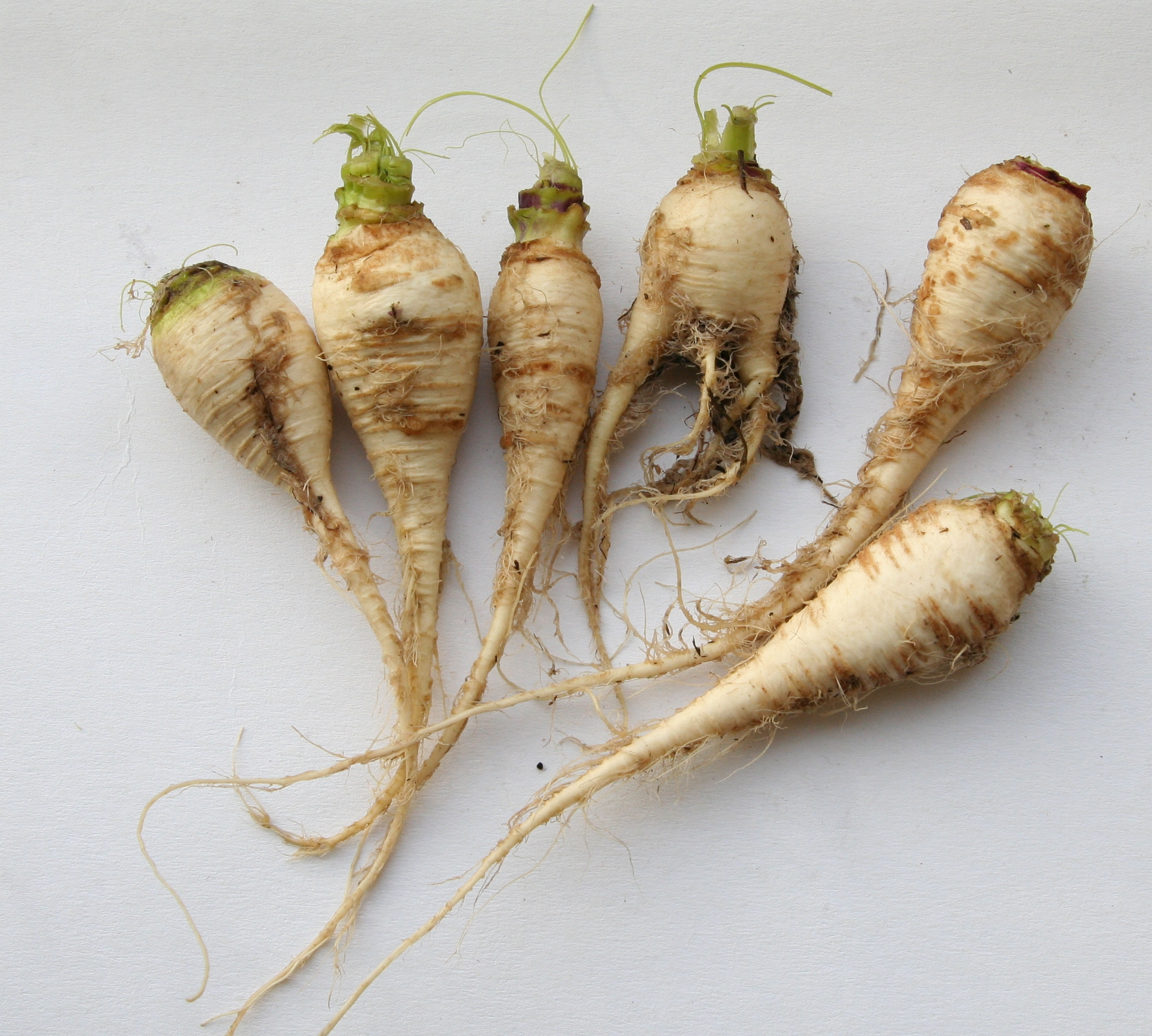
Els naps són plantes geòfites

Un òrgan d'emmagatzematge és la part d'una planta modificada específicament per emmagatzemar energia en la forma de carbohidrats o aigua. Els òrgans d'emmagatzematge sovint creixen sota terra (plantes geòfites) on estan millor protegits de l'atac dels herbívors. En el sistema de classificació de plantes de Raunkiær el mateix òrgan de reserva subterrani de vegades s'anomena ell mateix un geòfit, essent un geòfit una planta amb estructures perdurables, òrgans de reserva, òrgans d'emmagatzematge que passa l'estació desfavorable sota terra. Però aquest no és l'ús del terme que originàriament es feia servir en el sistema de classificació de Raunkiær. Els òrgans de reserva sovint, però no sempre, actuen com òrgans perennnants els quals permeten la planta sobreviure a les condicions adverses (com són la calor excessiva, la manca de llum o la secada).

## Òrgans de reserva subterranis
- Arrels veritables:

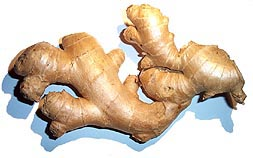
Un rizoma de gingebre

  - Arrel tuberosa — per exemple, Dahlia[2]
  - Arrel mestra (Taproot)- per exemple, la rel de la pastanaga
- Tiges modificades:
  - Corm — per exemple, Crocus
  - Tubercle caulinar — per exemple, Zantedeschia, patata
  - Rizoma — per exemple, Iris pseudacorus
  - Pseudobulb — per exemple,Pleione (orquídia)
  - Càudex — per exemple, Adenium (rosa del desert)
- Altres:
  - Hipocòtil d'emmagatzematge com en el Cyclamen
  - Bulb (la base de les fulles modificada) — per exemple, Lilium, Narcissus, ceba

També es troben combinacions intermèdies cosa que fa difícili la classificació, això passa per exemple en el gènere Cyclamen. Per exemple hi pot haver una combinació de bulbs i rels d'emmagatzematge.

## Classificació dels geòfits segons el tipus d'estructura perdurable que presenten
- Geòfit bulbós (amb bulbs)
- Geòfit rizomatós (amb rizoma)
- Geòfit tuberós (amb tubercle)

Algunes espècies conreades d'ús alimentari, com la patata, la ceba, la pastanaga, el nap o el moniato, són geòfits, i la part que se n'aprofita és l'òrgan subterrani on la planta acumula reserves per la temporada següent. El geòfit és una forma biològica i constitueix una de les formes vitals de Raunkjaer.

## Altres òrgans de reserva

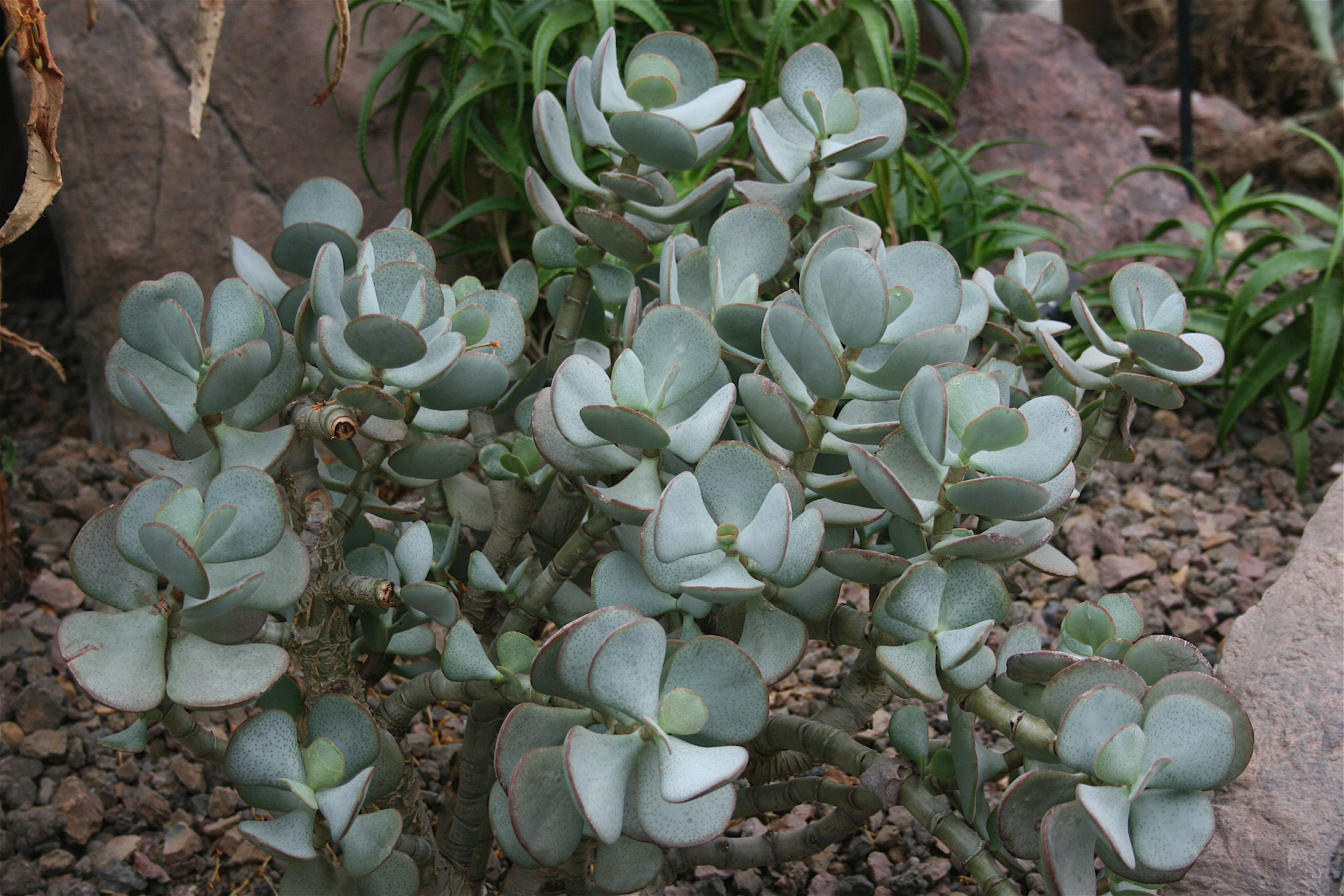
Crassula arborescens, una fulla suculenta

Les plantes suculentes són aquelles que estan adapatades a suportar períodes de secada gràcies a la seva capacitat d'emmagatzemar la humitat en òrgans de reserva especialitzats.
- Les fulles suculentes emmagatzemen aigua i així queden engruixides, carnoses i típicament cobertes per una capa de cera o pèls fins per reduir l'evaporació. També poden contenir compostos de mucílag. Entre els exemples de fulles suculentes es troben: Crassula, Kalanchoe (les quals tenen fulles suculentes i no suculentes en la mateixa planta). En altres les fulles formen una roseta: Echeveria, Aloe. N'hi ha que semblen pedres: Lithops, Conophytum, les quals han reduït el nombre de fulles a només dues formant un cos carnós (similar a un còdol) del qual només és visible la part superior.

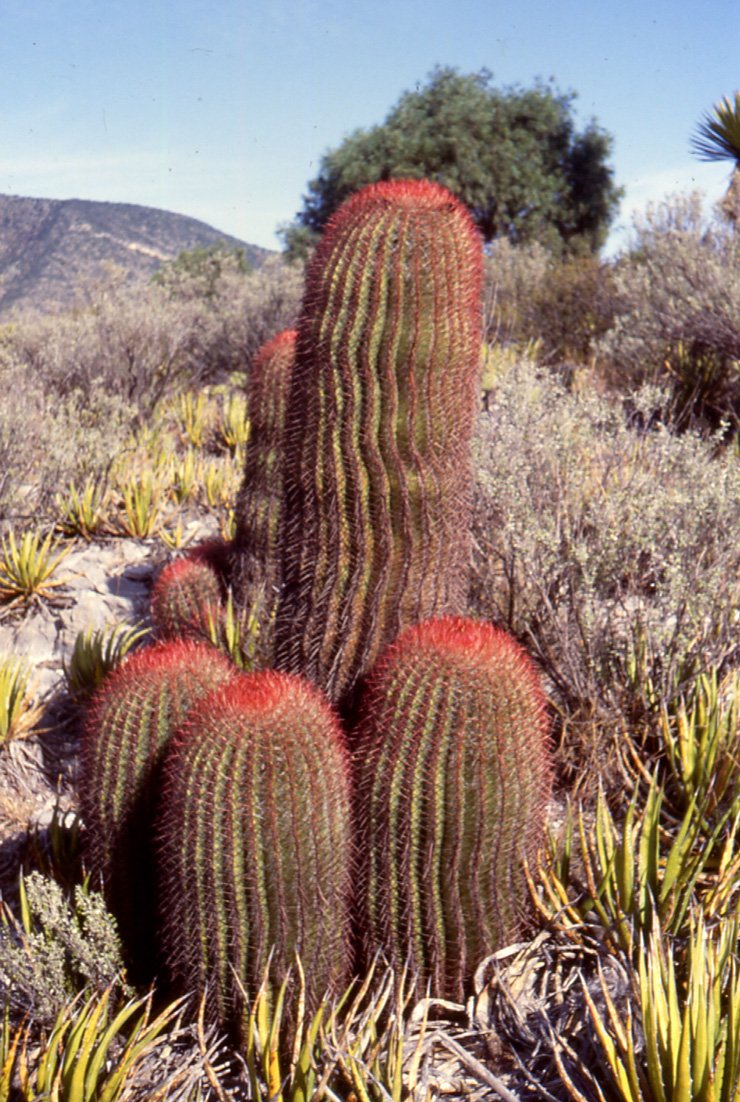
Ferocactus pilosus un cactus mexicà de tija suculenta.

- Les tiges suculentes normalment no tenen fulles o en tenen que fàcilment cauen en cas de secada. La tija fa la fotosíntesi. També poden estar cobertes per una capa de cera o pilositat fina per reduir l'evaporació. Les costelles dels cactus poden ser una adaptació per permetre arrronsar i expandir la tija segons la quantitat d'aigua emmagatzemada. Plantes amb la mateixa morfologia general que els cactus es troben en altres famílies (per exemple, Euphorbia canariensis (família Euphorbiaceae), Stapelia (família Apocynaceae)).